# Księżniczka (singel)
Księżniczka – singel Sylwii Grzeszczak, promujący trzeci album piosenkarki pt. Komponując siebie. Utwór został napisany przez Marcina Piotrowskiego, a skomponowała go Sylwia Grzeszczak.
Teledysk do utworu został opublikowany 17 października 2013, a realizowany był na Zamku Czocha na Dolnym Śląsku. Tytułową księżniczkę w klipie zagrała sama Grzeszczak, a całość wyreżyserował Kamil Przybylak.
W kwietniu 2014 singel zdobył nominację do SuperJedynek w kategorii SuperPrzebój.
31 maja 2014 kompozycja została zaprezentowana na festiwalu TOPtrendy 2014 w koncercie Największe Przeboje Roku wśród utworów, które były najczęściej granymi w polskich stacjach radiowych w poprzedzającym roku. Ostatecznie po głosowaniu widzów singel wygrał koncert.

## Notowania

### Pozycje na listach airplay
| Kraj   | Lista (2013)      | Najwyższa pozycja |
| ------ | ----------------- | ----------------- |
| Polska | AirPlay – Top     | 1                 |
| Polska | AirPlay – Nowości | 1                 |
| Polska | AirPlay – TV      | 2                 |

### Pozycje na radiowych listach przebojów
| Kraj   | Lista (2013)            | Najwyższa pozycja |
| ------ | ----------------------- | ----------------- |
| Polska | Radio Eska (Gorąca 20)  | 1                 |
| Polska | Radio Szczecin (SLiP)   | 1                 |
| Polska | RMF FM (POPLista)       | 1                 |
| Polska | RMF Maxxx (Hop Bęc)     | 1                 |
| Polska | Wietrzne Radio (Top 15) | 1                 |

## Nagrody i nominacje
| Rok  | Konkurs                                             | Kategoria                                                     | Rezultat    |
| ---- | --------------------------------------------------- | ------------------------------------------------------------- | ----------- |
| 2013 | Wielkie podsumowanie roku Radia Zet                 | Przebój roku                                                  | 3. miejsce  |
| 2013 | Gorąca 100                                          | 100 najgorętszych hitów 2013                                  | 25. miejsce |
| 2013 | Przebój roku RMF FM 2013                            | Najlepsze utwory mijających 12 miesięcy                       | 5. miejsce  |
| 2013 | Podsumowanie notowań Listy Przebojów Radia Zet 2013 | Najpopularniejsze utwory na Liście Przebojów Radia Zet w 2013 | 1. miejsce  |
| 2014 | TOPtrendy 2014                                      | Największe przeboje roku                                      | Wygrana     |
| 2014 | SuperJedynki                                        | SuperPrzebój                                                  | Nominacja   |